# بیله‌سوار (جمهوری آذربایجان)
بیله‌سوار (به لاتین: Biləsuvar) نام شهری در جمهوری آذربایجان و مرکز شهرستان بیله‌سوار است.این شهر طبق سرشماری سال ۲۰۰۸، ۱۹۶۴۹ نفر جمعیت دارد.

## ریشه واژه
نام بیله‌سوار، برگرفته از واژه  پارسی پیل‌سوار (سوار بر فیل) است.

## جغرافیا
این شهر در میان دشت مغان جای دارد و ۱۸۲ کیلومتر تا شهر باکو و ۲۲ کیلومتر تا مرز ایران و شهر بیله‌سوار فاصله دارد.

## تاریخ
نام این شهر برای نخستین بار در منابع در سده سیزدهم میلادی به صورت پیل‌سوار آمده که اشاره به یکی از بزرگان  خاندان آل‌بویه داشت که لقبش پیل‌سوار (سوار بزرگ) بود.
این شهر پیش از پیمان ترکمانچای در سال ۱۸۲۸ میلادی بخشی از خاک ایران بود اما پس از جنگ این شهر به دو بخش تقسیم شد و نیمی از آن در خاک ایران و نیمی از آن در امپراتوری روسیه جای گرفت.
در سال ۱۹۳۸ میلادی، به افتخار الکساندر پوشکین شاعر روس نام این شهرک به پوشکینو (Пушкино) تغییر یافت.  این شهرک در سال ۱۹۶۶ عنوان شهر را دریافت کرد.  در سال ۱۹۶۳ این شهر با شهرستان جلیل‌آباد ادغام شد و از سال ۱۹۶۴ دوباره به منطقه مستقل تبدیل شد.  در سال ۱۹۹۱ نام تاریخی آن به شکل بیله‌سوار بازسازی شد و این شهر دوباره به نام پیشین و اصلی خود بازگشت.

## اقتصاد
مردم این شهر به فعالیت‌های کشاورزی، دامداری، دامپروری، باغداری و... مشغول هستند. این شهر دارای کارخانه‌های پنبه‌ریسی و ساخت ماشین‌آلات صنعتی است.

## شهرهای خواهرخوانده
- ازبکستان، ترمذ[۱۰]

## نگارخانه

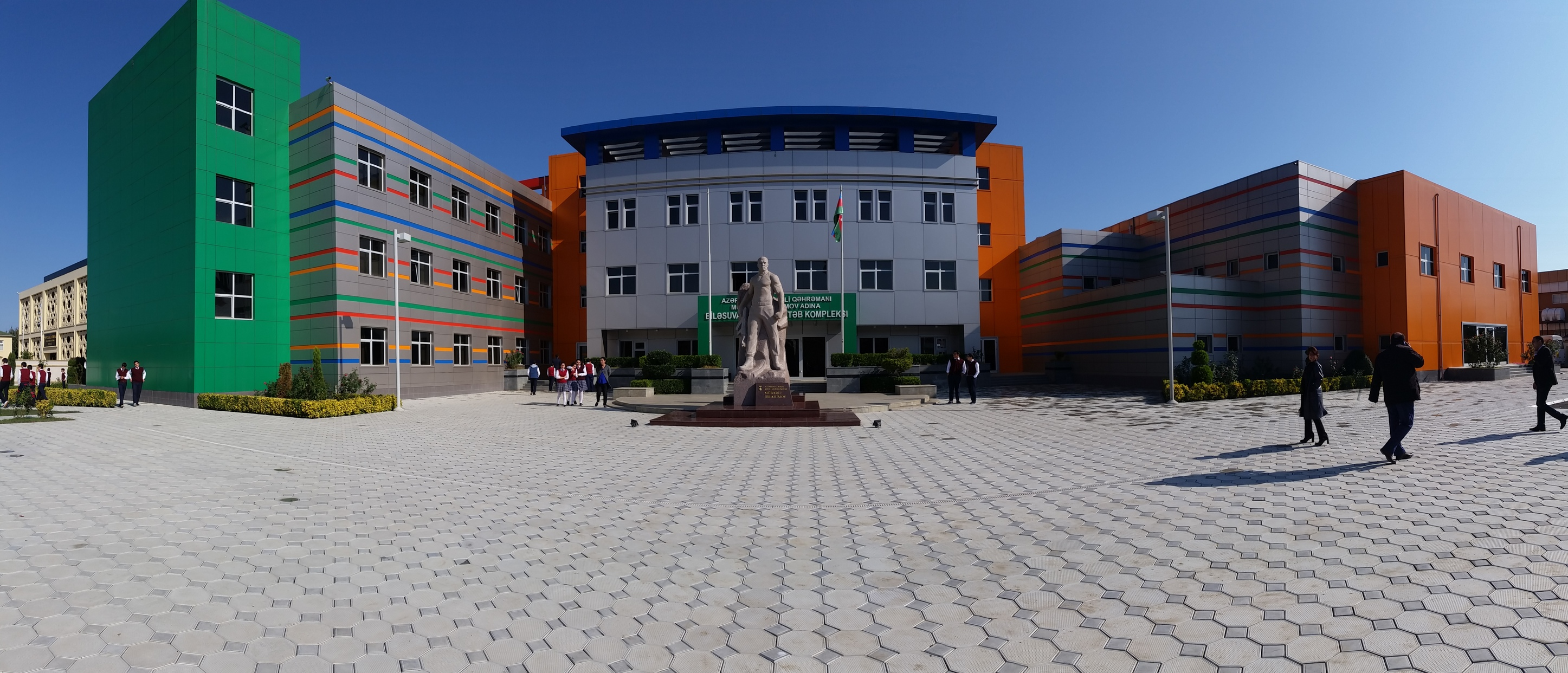
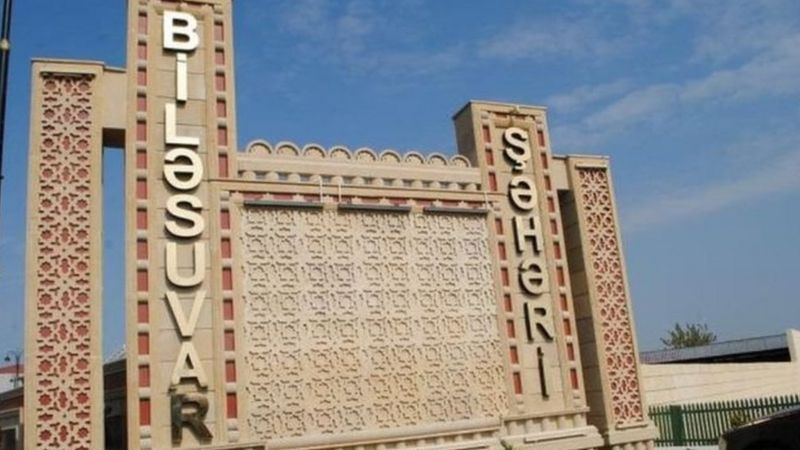
ورودی شهر
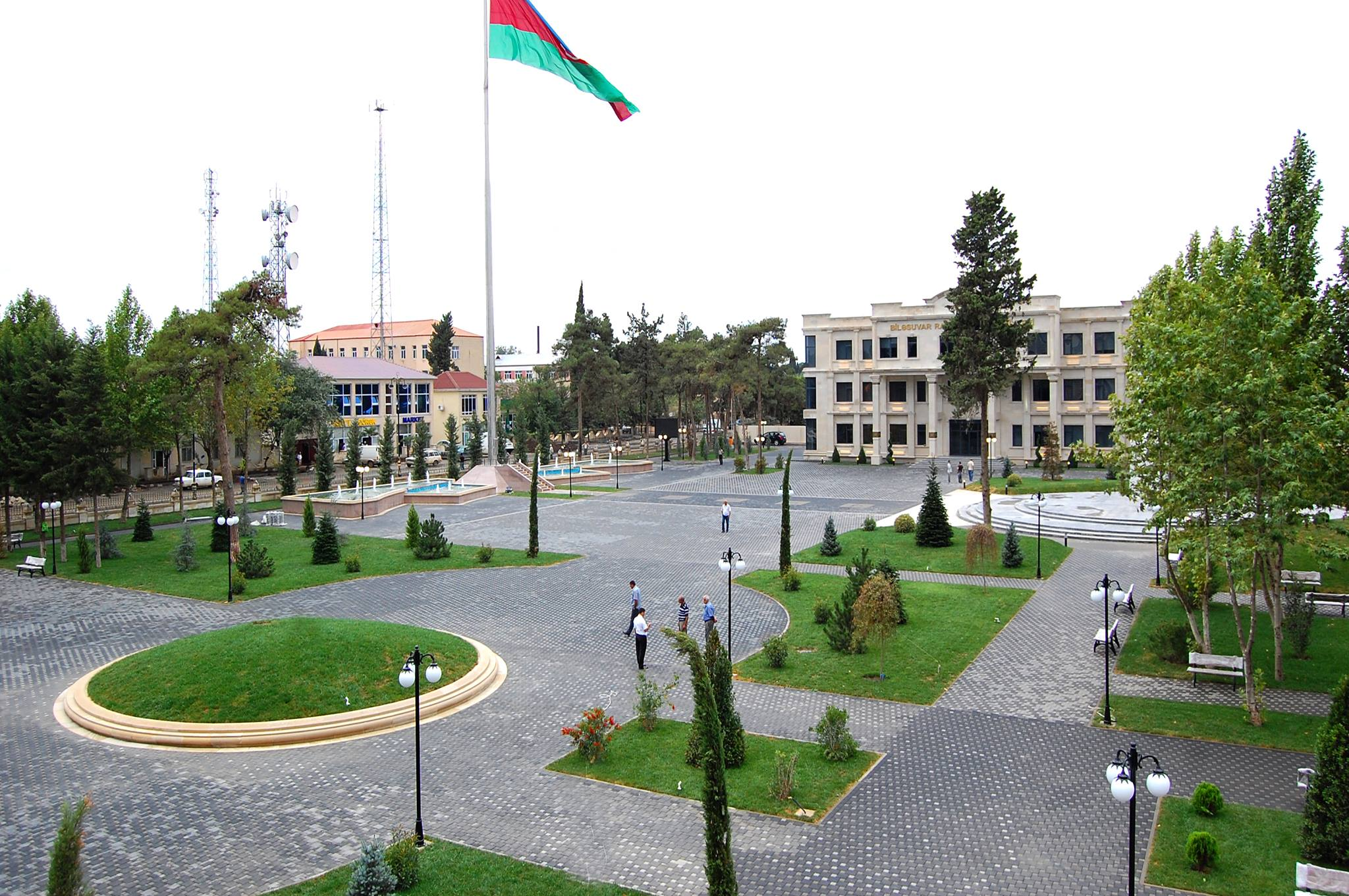
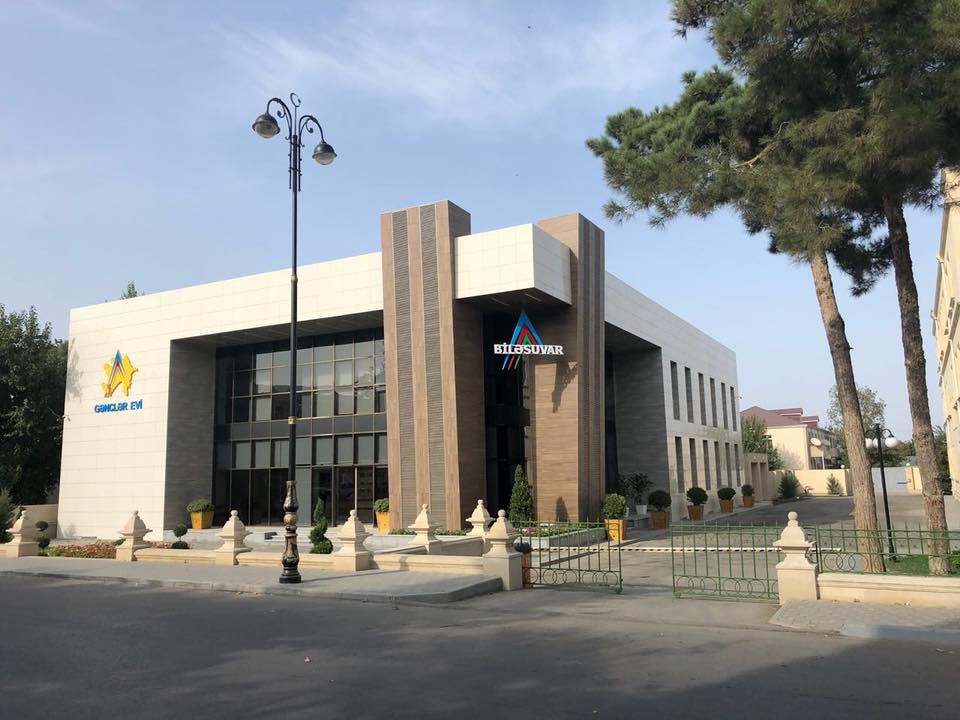
خانه جوانان